# Super serie
Una super serie es un método de entrenamiento físico que consiste en la realización de un ejercicio inmediatamente después de haber realizado otro ejercicio diferente, sin descanso entre ambas series.

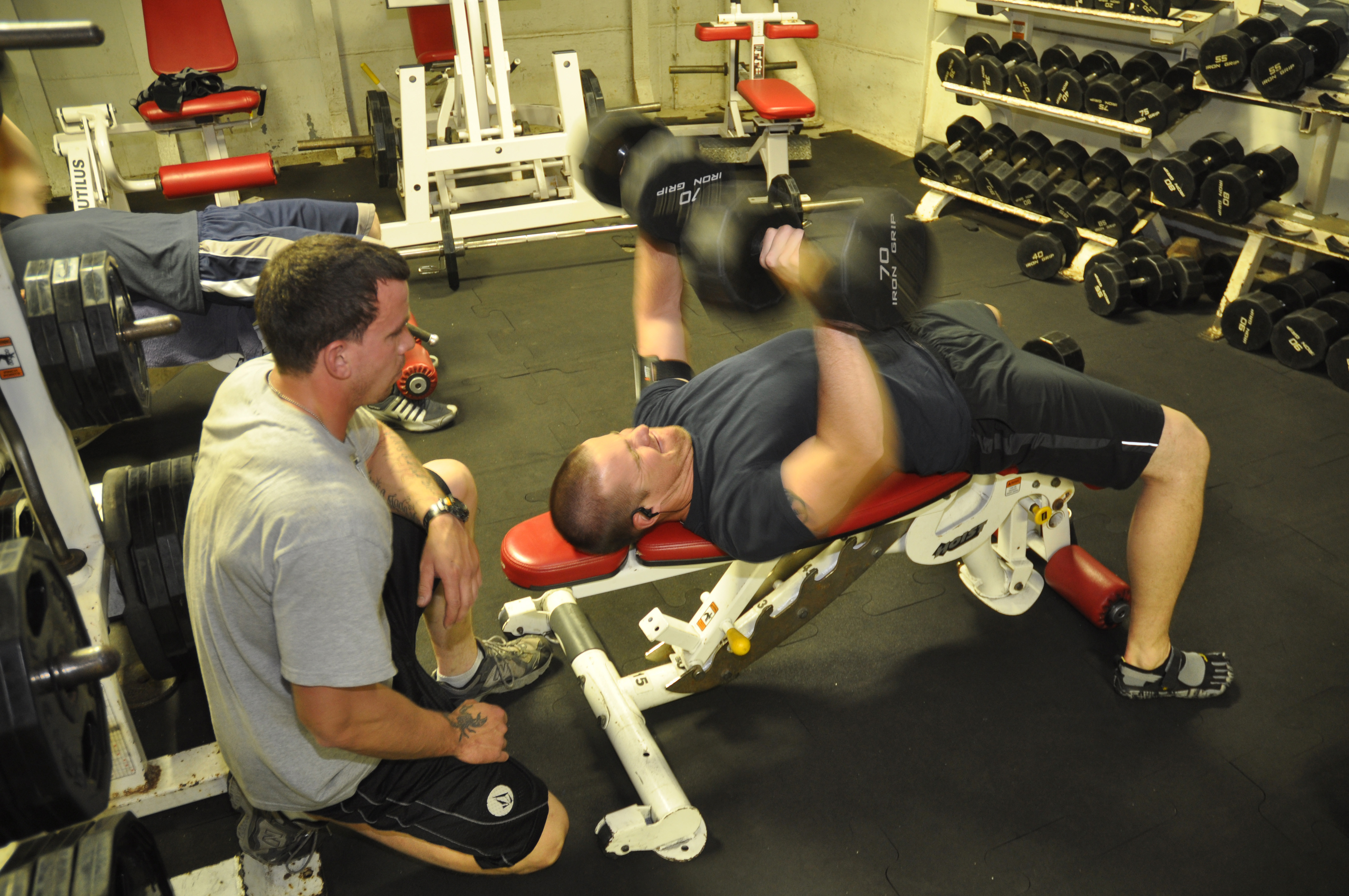
Un marine realizando el ejercicio de press de banca con mancuernas.

## Tipos
- Super serie enfocada al mismo músculo o grupo muscular: consiste en realizar dos ejercicios consecutivos para el mismo músculo o grupo muscular. Ejemplos: press de banca y flexiones.

- Super serie enfocada para músculos o grupos musculares diferentes: consiste en realizar consecutivamente dos ejercicios diferentes en los que se ejercitan diferentes músculos o grupos musculares. Este tipo de entrenamiento suele realizarse para reducir el tiempo y las sesiones de entrenamiento. Ejemplos: sentadillas y dominadas.

- Super serie enfocada a trabajar músculos o grupos musculares agonistas y antagonistas: consiste en realizar dos ejercicios consecutivos en los que se vean envueltos músculos o grupos musculares agonistas y antagonistas. Ejemplo: curl de bíceps con mancuernas y flexiones con manos juntas para tríceps.

- Super serie enfocada al entrenamiento de fuerza y ejercicio aeróbico: consiste en realizar un ejercicio de fuerza y seguidamente uno de cardio. Ejemplo: sentadillas y un minuto saltando a la comba.

## Beneficios
Las super series son una buena técnica para poder incrementar el nivel muscular ya que impulsa la liberación anabólica hormonal de testosterona (hormona responsable del crecimiento muscular) y ayuda a la hipertrofia muscular. El inconveniente es que al realizar dos ejercicios seguidos y por ello incrementar el tiempo de carga, las proporciones de peso a levantar disminuyen. 
Al realizar dos series consecutivas sin descanso, disminuye el tiempo de entrenamiento. Si lo que se desea entrenar son grupos musculares agonistas y antagonistas o grupos musculares diferentes, lo que disminuyen son las sesiones de entrenamiento. 
Las super series son un buen método para quemar más calorías en menos tiempo, debido a la alta intensidad del ejercicio. Al realizar más ejercicios en menos tiempo la quema calórica es mayor y por consiguiente es considerado un buen método de adelgazamiento.